# Henryk Czich
Henryk Piotr Czich (ur. 29 listopada 1961 w Halembie – dzielnicy Rudy Śląskiej) – polski wokalista, gitarzysta, klawiszowiec, kompozytor i autor tekstów. 

## Życiorys
Współzałożyciel  zespołu muzycznego Universe. 
Jest autorem wielu przebojów grupy, takich jak Mr Lennon i Deszczowa nieznajoma w parku. Debiutował w młodości na Krajowym Festiwalu Piosenki Polskiej w Opolu, gdzie wystąpił wraz z Mirosławem Bregułą.